# Jean Casadesus
Pour les articles homonymes, voir Casadesus.
Pour les autres membres de la famille, voir Famille Casadesus.
Jean Casadesus, né le 7 juillet 1927 à Paris et mort le 20 janvier 1972 lors d'un accident de la route au Canada, est un pianiste français, fils de Gaby et Robert Casadesus.
Il a formé, avec ses parents, un trio de pianistes pour l'interprétation de concertos pour trois pianos.

## Source
- Site de la famille Casadesus